# Torneo de Marsella 2014
La Open 13 2014 es un torneo de tenis que pertenece a la ATP en la categoría de ATP World Tour 250. Se disputará del 17 al 23 de febrero de 2014.

## Distribución de puntos
| Modalidad            | Campeón | Finalista | Semifinales | Cuartos de final | 2ª ronda | 1ª ronda | Clasificados | 2ª ronda de clasificación | 1ª ronda de clasificación |
| Individual masculino | 250     | 165       | 100         | 50               | 25       | 0        | 13           | 7                         | 0                         |
| Dobles masculino     | 250     | 150       | 90          | 45               | 20       | 0        | -            | -                         | -                         |

AG                                                                              1.b

## Cabeza de serie

### Individuales masculinos
| Tenista                | Ranking | Preclasificado |
| Richard Gasquet        | 9       | 1              |
| Jo-Wilfried Tsonga     | 10      | 2              |
| Ernests Gulbis         | 24      | 3              |
| Andreas Seppi          | 31      | 4              |
| Ivan Dodig             | 33      | 5              |
| Édouard Roger-Vasselin | 35      | 6              |
| Julien Benneteau       | 39      | 7              |
| Nicolas Mahut          | 44      | 8              |

- Ranking del 10 de febrero de 2014

### Dobles masculinos
| Tenista                                 | Ranking | Preclasificado |
| Michaël Llodra Nicolas Mahut            | 45      | 1              |
| Julien Benneteau Édouard Roger-Vasselin | 49      | 2              |
| Johan Brunström Julian Knowle           | 82      | 3              |
| Marin Draganja Mate Pavić               | 116     | 4              |

- Ranking del 10 de febrero de 2014

## Campeones

### Individuales masculinos
Ernests Gulbis venció a  Jo-Wilfried Tsonga por 7-6(7-5), 6-4

### Dobles masculinos
Julien Benneteau /  Édouard Roger-Vasselin vencieron a  Paul Hanley /  Jonathan Marray por 4-6, 7-6(8-6), [13-11]